# Idalus idalia
Idalus idalia là một loài bướm đêm thuộc phân họ Arctiinae, họ Erebidae.